# 俄羅斯門諾派教徒
俄羅斯門諾派教徒（Russian Mennonites） 是一組荷蘭門諾會和普魯士再洗禮派教徒後裔，1789年時在南俄羅斯設立住民地。自1800年代末期，許多俄羅斯門諾會教徒移居到西半球國家，其餘的人被強迫遷移。俄羅斯門諾會教徒雖然母語是門諾低地德語， 他們也會講多語。

## 起源
早在十六世紀中期， 門諾派教徒開始從低地國家 （特別是菲仕蘭）， 佛蘭德斯及普魯士維斯瓦三角洲地區移居出來， 尋求宗教信仰自由和避免兵役。 他們在該地區逐漸取代其荷蘭語和弗里斯蘭語並開始使用門諾低地德語。門諾低地德語是個特殊的門諾派語言，三百多年之期間在俄羅斯南部之維斯瓦三角洲地區發展出來的。到了1772年的瓜分波蘭時期， 大多數維斯瓦三角洲的俄羅斯門諾派土地成為普魯士王國一部分. 腓特烈·威廉二世在1786年承了普魯士王位， 規定門諾派教徒必須付重稅才繼續允許軍事豁免。

## 移民到俄羅斯
俄羅斯帝國之葉卡捷琳娜大帝在1763年發表宣言， 邀請所有歐洲人來移民到俄羅斯便將領土， 特別是在伏爾加河地區. 出於多種原因，一大批德國人響應了這邀請。普魯士維斯瓦三角洲的門諾會教徒後來派代表進行談判與延長這宣言，並在1789年俄羅斯皇帝保羅一世同他們簽署了一項新協定。 移民到俄羅斯的普魯士門諾會教徒是由雅各·赫普納與約翰·巴什為領袖。 他們所遷居的領土在亞速海之西北邊， 該土地剛在1768年-1774年俄土戰爭從奧斯曼帝國吞併出來的. 在1789年，他們第一塊殖民地成立在第聶伯河附近之乔剃扎鄉村。第二個較大的殖民地，墨罗兹哈鄉村成立於1803年。 
到了1870年大約九千人已移民到俄羅斯。

## 宗教生活
mennonite are a christian religion. they believe in jesus christ as the saviour of the world. they follow the doctrine of non resistance and seek to love at peace with all men. They obey the laws of the abiding country if it does not conflict with the teachings of the bible. Mennonites believe that they are a citizen of god's kingdom and that his laws come first.

## 注
1. ↑  .   [2008-09-26]. （原始内容存档于2004-03-27）.

## 目錄
- Barlett， Roger  Human Capital
- Dyck， Cornelius J. An Introduction to Mennonite History， Herald Press， 1993. ISBN 0-8361-3620-9
- Giesinger， Adam  From Catherine to Kruschev
- Hildebrand， Peter "From Danzig to Russia"， CMBC Publications， Manitoba Mennonite Historical Society， 2000. ISBN 0-920718-67-1
- Huebert， Helmut T. Molotschna Historical Atlas， Springfield Publishers， 2003. ISBN 0-920643-08-6
- Kroeker， Wally An Introduction to the Russian Mennonites， Good Books， 2005. ISBN 1-56148-391-5
- Peters， Victor， Thiessen， Jack Mennonitische Namen / Mennoniite Names， N. G. Elwert Verlag， 1987. ISBN 3-7708-0852-5
- Schroeder， William， Huebert， Helmut T. Mennonite Historical Atlas， Springfield Publishers， 1996. ISBN 0-920643-04-3
- Toews， Aron A. Mennonite Martyrs: People Who Suffered for Their Faith 1920-1940， Kindred Press，1990. ISBN 0-919797-98-9
- Toews， John B. Journeys: Mennonite Stories of Faith and Survival in Stalin's Russia， Kindred Press， 1998. ISBN 0-921788-48-7
- Voth， Norma Jost， Mennonite Foods & Folkways from South Russia， Volumes I & II， Good Books， 1990 & 1991. ISBN 0-934672-89-X & ISBN 1-56148-012-6

## 外部連結
- 俄羅斯門諾派世系（页面存档备份，存于）
- 早期俄羅斯門諾派歷史（页面存档备份，存于）
- 俄羅斯門諾派在德國（页面存档备份，存于） （德文）
- 加利福尼亞州門諾派歷史學會 （英文）
- 門諾派在玻利維亞
- Mennonite Center in Ukraine
- Commemorating 200-th Anniversary of Mennonites in Ukraine（页面存档备份，存于）
- Soviet persecution of Mennonites， 1929-1941